# ستيفان فان در هايدن
ستيفان فان در هايدن (مواليد 3 يوليو 1969) هو لاعب كرة قدم. يلعب مع منتخب بلجيكا لكرة القدم. سبق له أن لعب في كأس العالم لكرة القدم مع منتخب بلاده.

## روابط خارجية
- ستيفان فان در هايدن على موقع الاتحاد البلجيكي (الإنجليزية)
- ستيفان فان در هايدن على موقع قاعدة بيانات كرة القدم.إي يو (الإنجليزية)
- ستيفان فان در هايدن على موقع ناشيونال فوتبول تيمز (الإنجليزية)
- ستيفان فان در هايدن على موقع Soccerway.com (الإنجليزية)
- ستيفان فان در هايدن على موقع عالم كرة القدم.نت (الإنجليزية)